# ایشتوان تیمار
ایشتوان تیمار (مجاری: Timár István; ۷ ژانویهٔ ۱۹۴۰ – ۴ دسامبر ۱۹۹۴) قایقران کایاک اهل مجارستان بود.